# Fontenay-le-Pesnel
Fontenay-le-Pesnel és un municipi francès situat al departament de Calvados i a la regió de Normandia. L'any 2007 tenia 916 habitants.

## Economia
El 2007 la població en edat de treballar era de 608 persones, 470 eren actives i 138 eren inactives. De les 470 persones actives 452 estaven ocupades (238 homes i 214 dones) i 18 estaven aturades (7 homes i 11 dones). De les 138 persones inactives 50 estaven jubilades, 51 estaven estudiant i 37 estaven classificades com a «altres inactius».

### Ingressos
El 2009 a Fontenay-le-Pesnel hi havia 327 unitats fiscals que integraven 894 persones, la mediana anual d'ingressos fiscals per persona era de 20.737 €.

### Activitats econòmiques
Dels 17 establiments que hi havia el 2007, 1 era d'una empresa extractiva, 3 d'empreses de construcció, 6 d'empreses de comerç i reparació d'automòbils, 1 d'una empresa d'hostatgeria i restauració, 1 d'una empresa financera, 3 d'empreses de serveis, 1 d'una entitat de l'administració pública i 1 d'una empresa classificada com a «altres activitats de serveis».
Dels 5 establiments de servei als particulars que hi havia el 2009, 2 eren tallers de reparació d'automòbils i de material agrícola, 1 guixaire pintor, 1 fusteria i 1 electricista.
L'únic establiment comercial que hi havia el 2009 era una botiga de menys de 120 m².
L'any 2000 a Fontenay-le-Pesnel hi havia 17 explotacions agrícoles que ocupaven un total de 846 hectàrees.

## Demografia

### Població
El 2007 la població de fet de Fontenay-le-Pesnel era de 916 persones. Hi havia 324 famílies de les quals 40 eren unipersonals (16 homes vivint sols i 24 dones vivint soles), 124 parelles sense fills, 152 parelles amb fills i 8 famílies monoparentals amb fills.
La població ha evolucionat segons el següent gràfic:
Habitants censats

### Habitatges
El 2007 hi havia 347 habitatges, 326 eren l'habitatge principal de la família, 6 eren segones residències i 15 estaven desocupats. 339 eren cases i 7 eren apartaments. Dels 326 habitatges principals, 286 estaven ocupats pels seus propietaris, 37 estaven llogats i ocupats pels llogaters i 3 estaven cedits a títol gratuït; 3 tenien una cambra, 11 en tenien dues, 18 en tenien tres, 72 en tenien quatre i 222 en tenien cinc o més. 270 habitatges disposaven pel capbaix d'una plaça de pàrquing. A 106 habitatges hi havia un automòbil i a 199 n'hi havia dos o més.

### Piràmide de població
La piràmide de població per edats i sexe el 2009 era:
| Homes | Edats   | Dones |
| ----- | ------- | ----- |
| 0     | 95 o +  | 8     |
| 0     | 90 a 94 | 8     |
| 8     | 85 a 89 | 8     |
| 0     | 80 a 84 | 0     |
| 0     | 75 a 79 | 16    |
| 28    | 70 a 74 | 20    |
| 16    | 65 a 69 | 4     |
| 8     | 60 a 64 | 20    |
| 28    | 55 a 59 | 12    |
| 40    | 50 a 54 | 44    |
| 44    | 45 a 49 | 52    |
| 28    | 40 a 44 | 36    |
| 36    | 35 a 39 | 40    |
| 40    | 30 a 34 | 36    |
| 24    | 25 a 29 | 20    |
| 16    | 20 a 24 | 24    |
| 28    | 15 a 19 | 24    |
| 28    | 10 a 14 | 16    |
| 52    | 5 a 9   | 20    |
| 24    | 0 a 4   | 32    |

## Equipaments sanitaris i escolars
El 2009 hi havia una escola elemental.

## Poblacions més properes
El següent diagrama mostra les poblacions més properes.